# Maindong (häradshuvudort i Kina, Tibet Autonomous Region, lat 31,33, long 85,42)
Maindong (kinesiska: Mendong, 门董, Cuoqin Xian, 措勤县) är en häradshuvudort i Kina. Den ligger i den autonoma regionen Tibet, i den sydvästra delen av landet, omkring 580 kilometer väster om regionhuvudstaden Lhasa. Antalet invånare är 14 626. Befolkningen består av 7 025 kvinnor och 7 601 män. Barn under 15 år utgör 26,0 %, vuxna 15-64 år 67 %, och äldre över 65 år 6,0 %.
Trakten runt Maindong är nära nog obefolkad, med mindre än två invånare per kvadratkilometer. Det finns inga andra samhällen i närheten. Trakten runt Maindong består i huvudsak av gräsmarker.
Genomsnittlig årsnederbörd är 609 millimeter. Den regnigaste månaden är juli, med i genomsnitt 133 mm nederbörd, och den torraste är december, med 13 mm nederbörd.